# Vlaamse Cultuurprijs voor Jeugdtheater
De Vlaamse Cultuurprijs voor Jeugdtheater was een van de Vlaamse Cultuurprijzen die door de Vlaamse overheid wordt toegekend. De prijs werd ingesteld in 2005 en voor het laatst uitgereikt op 1 februari 2010. De organisatie en communicatie werd verzorgd door CultuurNet Vlaanderen, een vereniging zonder winstoogmerk die door de overheid wordt gesubsidieerd. Aan de prijs was een bedrag van 12.500 euro verbonden.

## Laureaten en genomineerden
- 2005: Barbara Wyckmans; andere genomineerden: An De Donder en fABULEUS
- 2006: Theater Froe Froe; andere genomineerden: Oda Van Neygen en Theater Stap
- 2007: Jo Jochems; andere genomineerden: Studio Orka en Arlette Van Overvelt
- 2008: Randi De Vlieghe; andere genomineerden: fABULEUS en Gerhard Verfaillie
- 2009: Studio Orka; andere genomineerden: Inne Goris en Jan Sobrie